# Московка (Нікольська сільрада)
Московка (рос. Московка) — присілок в Усманському районі Липецької області Російської Федерації.
Населення становить 97  осіб. Належить до муніципального утворення Нікольська сільрада.

## Історія
З 13 червня 1934 до 1954 року у складі Воронезької області. Відтак входить до складу Липецької області.
Згідно із законом від 2 липня 2004 року №114-оз органом місцевого самоврядування є Нікольська сільрада.

## Населення
| 2010 | 2011 |
| ---- | ---- |
| 97   | →97  |